# Liste von Museen in Südtirol
Die Liste von Museen in Südtirol umfasst museale Einrichtungen in Südtirol; sie ist geordnet nach den Bezirksgemeinschaften und den jeweiligen Gemeinden.

## Museen

### Bozen
- Krippensammlung
- Merkantilmuseum
- Museion – Museum für Moderne Kunst
- Schulmuseum Bozen
- Stadtmuseum Bozen
- Naturmuseum Südtirol
- Südtiroler Archäologiemuseum
- Messner Mountain Museum Firmian
- Museum Eccel Kreuzer
- Dokumentationszentrum BZ ’18–’45 im Siegesdenkmal

### Burggrafenamt
- Lana
  - Bauernmuseum Völlan
  - Südtiroler Obstbaumuseum
- Meran
  - Russisch-orthodoxe Gedenkstätte
  - Palais Mamming Museum
  - Südtiroler Tourismusmuseum
  - Frauenmuseum Meran
  - Jüdisches Museum
  - Landesfürstliche Burg
  - Villa Freischütz
- Burgstall
  - Tiermuseum
- Partschins
  - Schreibmaschinenmuseum Peter Mitterhofer
  - K.u.k. Museum Bad Egart

- Naturns
  - Prokulus Museum und St. Prokulus Kirche

- Schenna
  - Schloss Schenna
- St. Leonhard in Passeier
  - MuseumPasseier
- Tirol
  - Landwirtschaftsmuseum
  - Südtiroler Landesmuseum für Kultur- und Landesgeschichte auf Schloss Tirol
- Tscherms
  - Schloss Lebenberg (Südtirol)
- Ulten
  - Ultner Talmuseum
- St. Martin in Passeier
  - Heimatmuseum St. Martin
- Gampenpass
  - Gampenbunker

### Eisacktal
- Brixen
  - Diözesanmuseum Brixen
  - Krippenmuseum Brixen
  - Pharmaziemuseum Brixen
- Feldthurns
  - Heimatmuseum Feldthurns
  - Schloss Velthurns
- Klausen
  - Dorfmuseum Gufidaun
  - Stadtmuseum Klausen
- Villnöß
  - Mineralienmuseum Teis
- Waidbruck
  - Trostburg
- Villanders
  - Bergwerk Villanders

### Pustertal
- Abtei
  - Museum Ladin Ursus ladinicus
- Ahrntal
  - Mineralienmuseum Alpine Schätze
- St. Martin in Thurn
  - Museum Ladin
- Bruneck
  - Stadtmuseum Bruneck
  - Südtiroler Landesmuseum für Volkskunde
  - Schloss Bruneck
- Innichen
  - Dolomythos
  - Museum des Stiftes Innichen
- Kiens
  - Schloss Ehrenburg
- Niederdorf
  - Fremdenverkehrsmuseum Hochpustertal
- Olang
  - Bunker Museum
- Sand in Taufers
  - Burg Taufers
  - Pfarrmuseum Taufers
- Sexten
  - Rudolf-Stolz-Museum

### Salten-Schlern
- St. Ulrich in Gröden
  - Museum Gherdëina
- Deutschnofen
  - Gebietsmuseum Deutschnofen
- Karneid
  - Gemeindemuseum Steinegg
- Mölten
  - Fossilienmuseum Mölten
- Ritten
  - Imkereimuseum Plattner – Bienenhof
- Völs am Schlern
  - Pfarrmuseum Völs
  - Schloss Prösels
- Welschnofen
  - Dorfmuseum Welschnofen

### Vinschgau
- Glurns
  - Nationalparkhaus Stilfser Joch
  - Paul-Flora-Museum
  - Schludernser Torturm
- Graun im Vinschgau
  - Museum Vinschger Oberland
  - Etschquellenbunker 20 (Förderverein Oculus)
- Kastelbell-Tschars
  - Messner Mountain Museum Juval
- Latsch
  - Museum Latsch

- Mals
  - Heimatmuseum Laatsch
  - Skimuseum Mals
  - bunker23
- Partschins
  - siehe Burggrafenamt
- Schluderns
  - Churburg
  - Vintschger Museum
- Sulden
  - Messner Mountain Museum Ortles
  - Alpine Curiosa
  - Museum für das Ortlergebiet
- Schnalstal
  - Archeopark
- Taufers im Münstertal
  - Pfarrmuseum St. Michael
  - St. Johann

### Wipptal
- Franzensfeste
  - Festung Franzensfeste
- Ratschings
  - Südtiroler Landesmuseum für Jagd und Fischerei auf Schloss Wolfsthurn
  - Südtiroler Bergbaumuseum – Bergbauwelt Ridnaun Schneeberg
- Sterzing
  - Multscher Museum und Stadtmuseum Sterzing

### Überetsch-Unterland
- Kurtatsch
  - Museum Zeitreise Mensch
- Kaltern
  - Südtiroler Weinmuseum
- Aldein
  - Dorfmuseum Aldein
- Eppan
  - Ansitz Moos-Schulthaus
- Leifers
  - Das kleine Schiffsmuseum
- Neumarkt
  - Museum für Alltagskultur
- Tramin
  - Dorfmuseum Tramin